# 舞力重擊
《舞力重擊》（英語：High Strung）是一部2016年美國劇情片，琪南·坎帕與尼可拉斯·葛拉辛共同擔綱演出，百老匯明星邁克爾·達米安編導。美國於2016年4月8日上映，台灣於2016年7月14日上映。

## 劇情
在紐約地鐵表演維生的小提琴家Johnnie與曼哈頓音樂學院的芭蕾舞者Ruby擦出火花。決定參加街舞團體的嘻哈街舞比賽。為了爭取勝利，所有人必須尋求共通點，當酷炫街舞尬上古典芭蕾再加上嘻哈小提琴，他們能夠成功締造街舞史上最傳奇的一頁嗎?

## 演員
- 琪南·坎帕（英语：Keenan Kampa） 飾 芭蕾舞者/Ruby
- 尼可拉斯·葛拉辛 飾 小提琴手/Johnnie
- 珍·西摩兒 飾 Oksana
- 水野索諾亞 飾 Jazzy
- 理查德·索斯蓋特（英语：Richard Southgate (actor)） 飾 Kyle
- 保羅·弗里曼 飾 Kramrovsky
- 伊恩·尹斯伍德（英语：Ian Eastwood）飾 Rik
- 安德魯·普列文飾 Slater
- 戴夫·史考特（英语：Dave Scott (choreographer)） 飾 Macki

## 評價
本片在爛番茄的新鮮度為75%，平均得分6.56／10。在Metacritic上，電影獲得48分。

## 外部連結
- Box Office Mojo上《舞力重擊》的資料（英文）
- 互联网电影数据库（IMDb）上《舞力重擊》的资料（英文）
- 爛番茄上《舞力重擊》的資料（英文）
- Metacritic上《舞力重擊》的資料（英文）
- AllMovie上《舞力重擊》的资料（英文）
- 開眼電影網上《舞力重擊》的資料（繁體中文）
- 时光网上《舞力重擊》的資料（简体中文）
- 豆瓣电影上《舞力重擊》的資料 （简体中文）